# Vysočany (okres Znojmo)
Vysočany (německy Wissokein) jsou obec v okrese Znojmo v Jihomoravském kraji, 28 km severozápadně od Znojma. Žije zde 86 obyvatel.
Sousedními obcemi sídla jsou Dešov, Korolupy, Bítov, Oslnovice, Zblovice a Kostníky.

## Historie
Václav Peřinka popsal obec Vysočany v roce 1906 ve své Vlastivědě moravské. Vysočany tehdy patřily pod hejtmanství Znojemské a soudní okres Vranovský. Obec se nacházela na jeho nejzápadnější výspě.

Vysočany
něm. Wissokein, samostatná katastrální a politická obec, 11 km severozápadně od Vranova, ani ne čtvrt hodiny od Bítova, na příkrém kopci.
Rozloha obcce je 723 ha 38 a, z čehož ploch stavebních 3 ha 27 a.
Obyvatelstva bylo r. 1790 ve 34 domech 179, r. 1834 ve 30 domech 224, r. 1880 ve 40 domech 198, r. 1890 ve 40 domech 217 a r. 1900 ve 39 domech 246 duší, Čechů, katolíků, zemědělců.
Přifařena je osada do Bítova, kde je i hřbitov a pošta, nejbližší nádraží je v Šumvaldě (dnes Šumná). Faráři bítovskému náležel kdysi nynější grunt čís. 6. Nejstarší rod na gruntě je rod Černého, již od r. 1755.
R. 1905 zřízena byla ve Vysočanech pro osady Oslnovice a Vysočany školní expositura s vyučovací řeči českou, do té doby byly obě osady přiškoleny do Bítova.
Jména tratí: Deka, Dráha, Cípatá, Žlíbky, Klínky, Kudrnů kopec, Nívky, Poloudělí, Sedlíšek, Zadní Březí, Kroužky, Kopaninky přední a zadní.
Místní jméno značí dle dra. Dvorského obyvatele osady Vysoké, znělo tedy Vysočan-(é). Ale také možno jméno vykládati po vysoké poloze místa, kterýž výklad u našich Vysočan je velmi případný.
Ve Vysočanech byl kdysi lán pole majetkem oltáře sv. Vavřince v Bítově. R. 1424 kaplan od sv. Vavřince, Ješek, postoupil lánu se dvěma nivami a kopcem porostlým lesem kromě louky pod Holubovým žlebem a kromě desátku s panským povolením sedlákovi Janu Mertovi, aby mu za to na den sv. Doroty dával ročně 3 měřice ovsa, 6 kur, 20 vajec, půl hřivny a 15 gr. platu a jednou pro vždy 3 kopy gr.
R. 1498 byly příslušenstvím hradu bítovského. Král Vladislav II. propustil je spolu s ostatními osadami páně Burjanovými Lichtemburského z Bitová ze svazku manského. R. 1574 Lidmila Bítovská z Lichtemburka propustila obec Vysočany z práva odúmrtního.

Vysočany byly vždy příslušenstvím bitovským a s tímto statkem měnily majetníky. R. 1612, když Volf Strejn ze Švarcenavy prodal Bítov Bočkovi Jankovskému z Vlašimě, byl již ve Vysočanech panský dvůr, který je dosud.
Pečinka V., Vlastivěda Moravská. Místopis. Vranovský okres

### Zákaz pobytu v obci a v okrese
KSČ se připravovala na rozvrácení a zničení selského stavu od převzetí moci v únoru 1948, vhodné podmínky se jí podařilo nastavit až na podzim roku 1951, kdy byla 1. listopadu vydána Směrnice ministra národní bezpečnosti, ministra vnitra a ministra spravedlnosti o uspořádání některých poměrů rodinných příslušníků odsouzených vesnických boháčů. V rámci této „Akce Kulak“ mohli být spolu s odsouzeným a vystěhovaným sedlákem odsunuti i rodinní příslušníci, kterým mělo být určeno jiné pracovní místo. Akce byla pro nedostatek pracovních míst na státních statcích pozastavena v létě 1951 a obnovena 1. listopadu 1952 rozkazem ministerstva národní bezpečnosti ze dne 25. října 1952 s názvem „Vysídlování rodinných celků odsouzených vesnických boháčů – zahájení akce“. Z obce Vysočany a okresu Moravské Budějovice byl po zabavení veškerého majetku vystěhován sedlák Rupert Veidenthaler a Alois Černý s rodinami.

## Pamětihodnosti
- Palliardiho hradiště, archeologické naleziště
- Panský zemědělský dvůr – na okraji obce

## Galerie

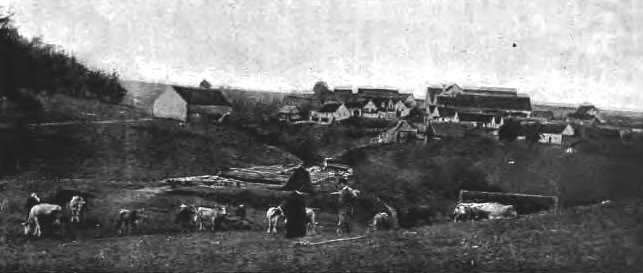
Historická fotografie Vysočan, datace 1. leden 1906
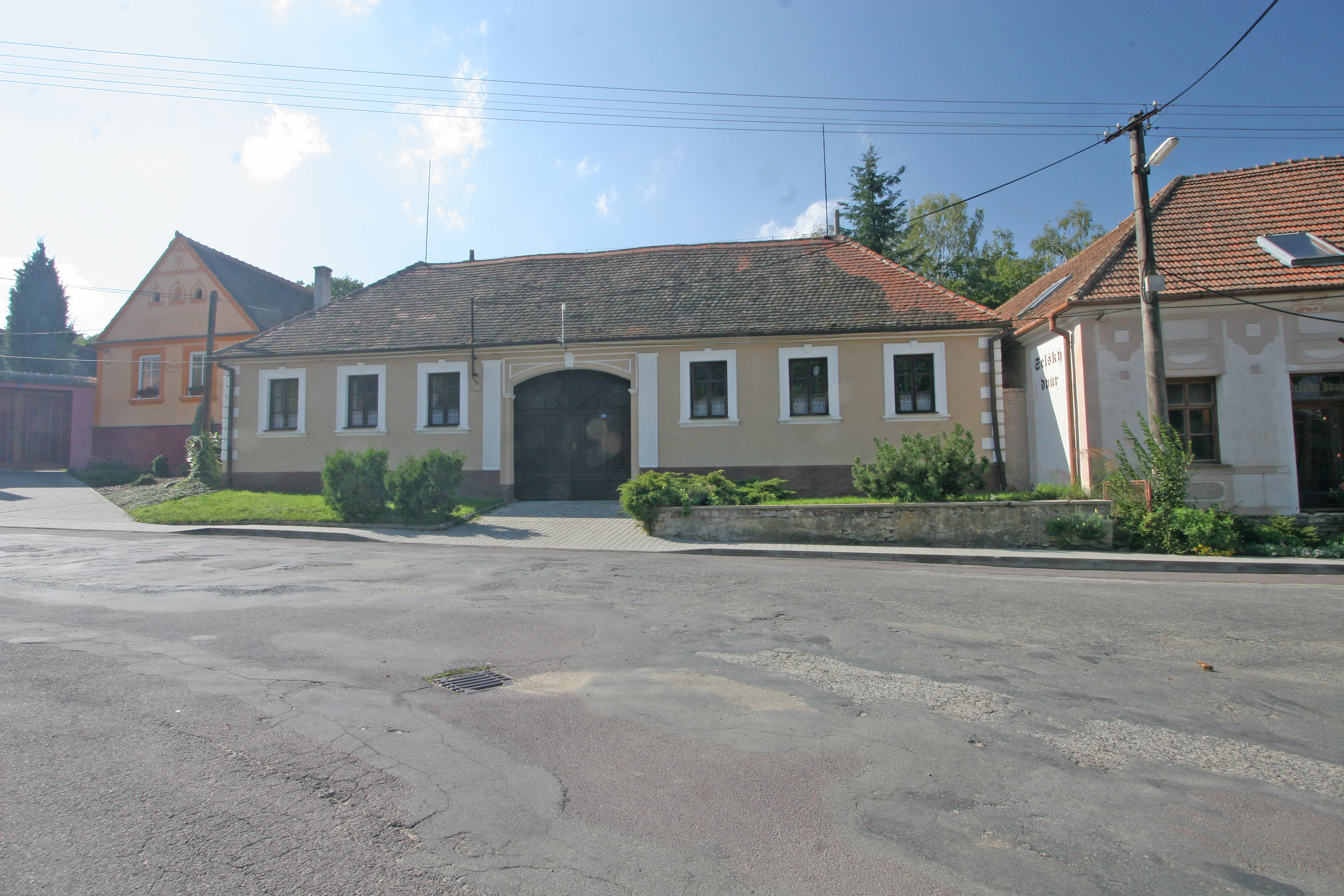
Domy u křižovatky
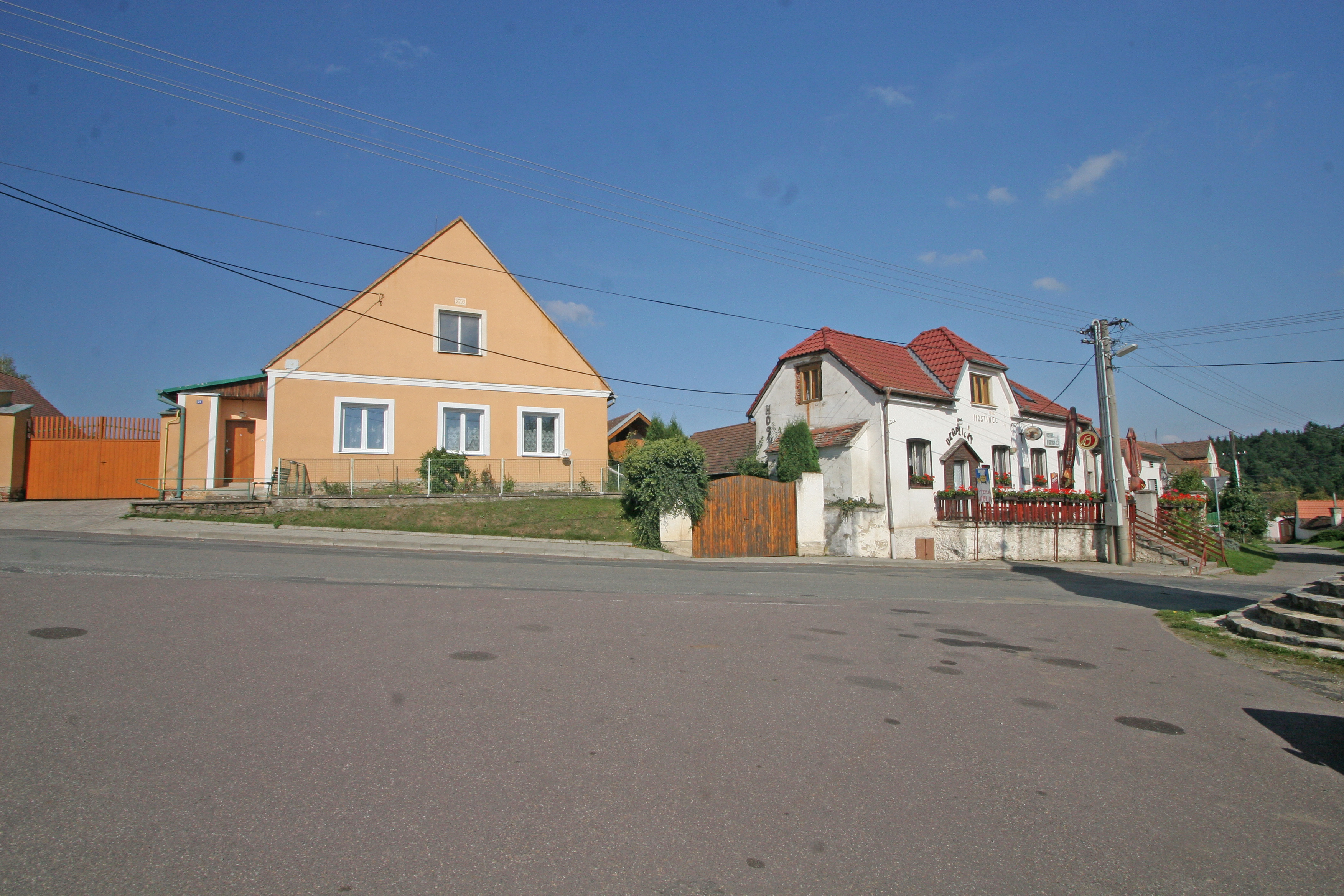
Hospoda
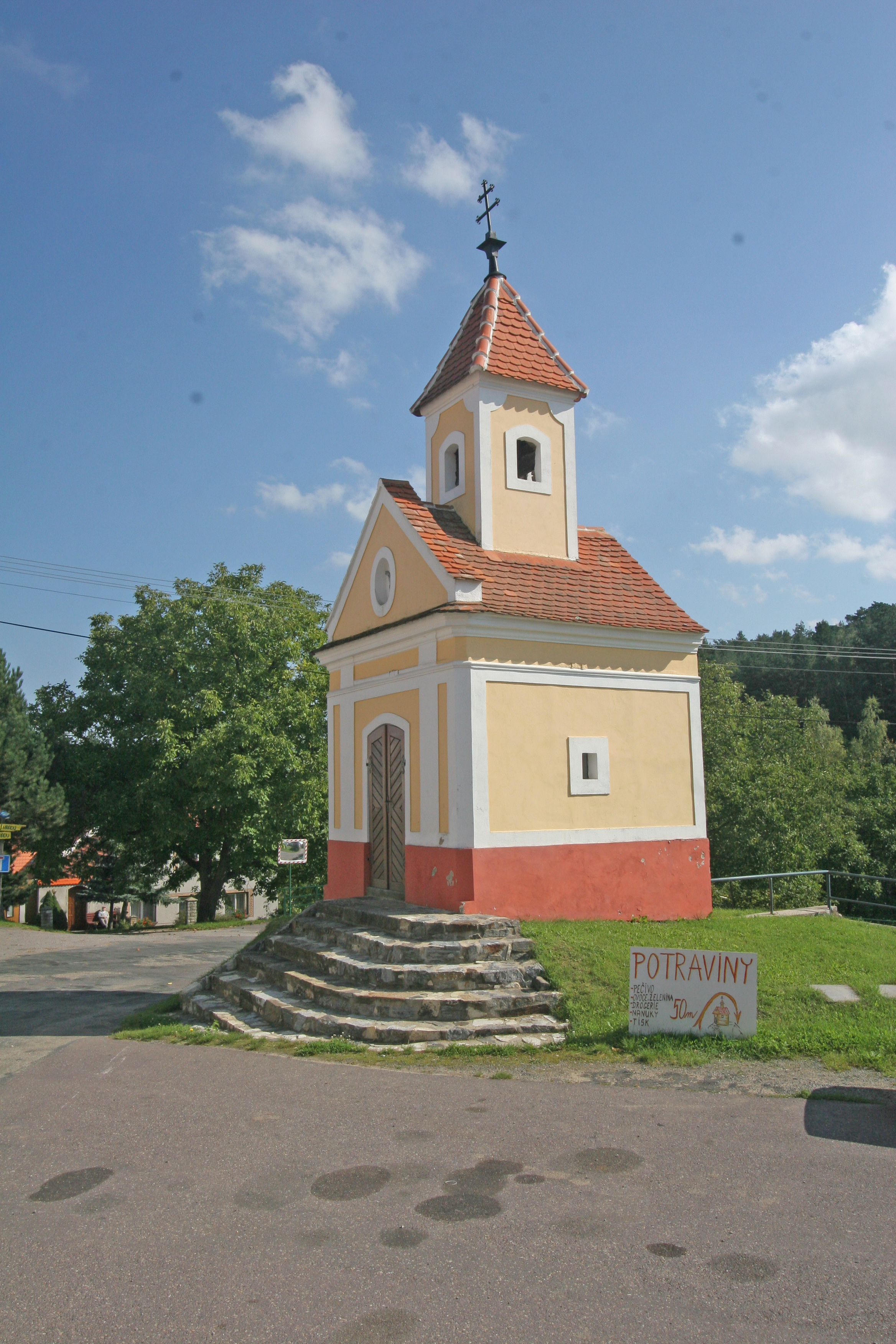
Kaple sv. Floriána
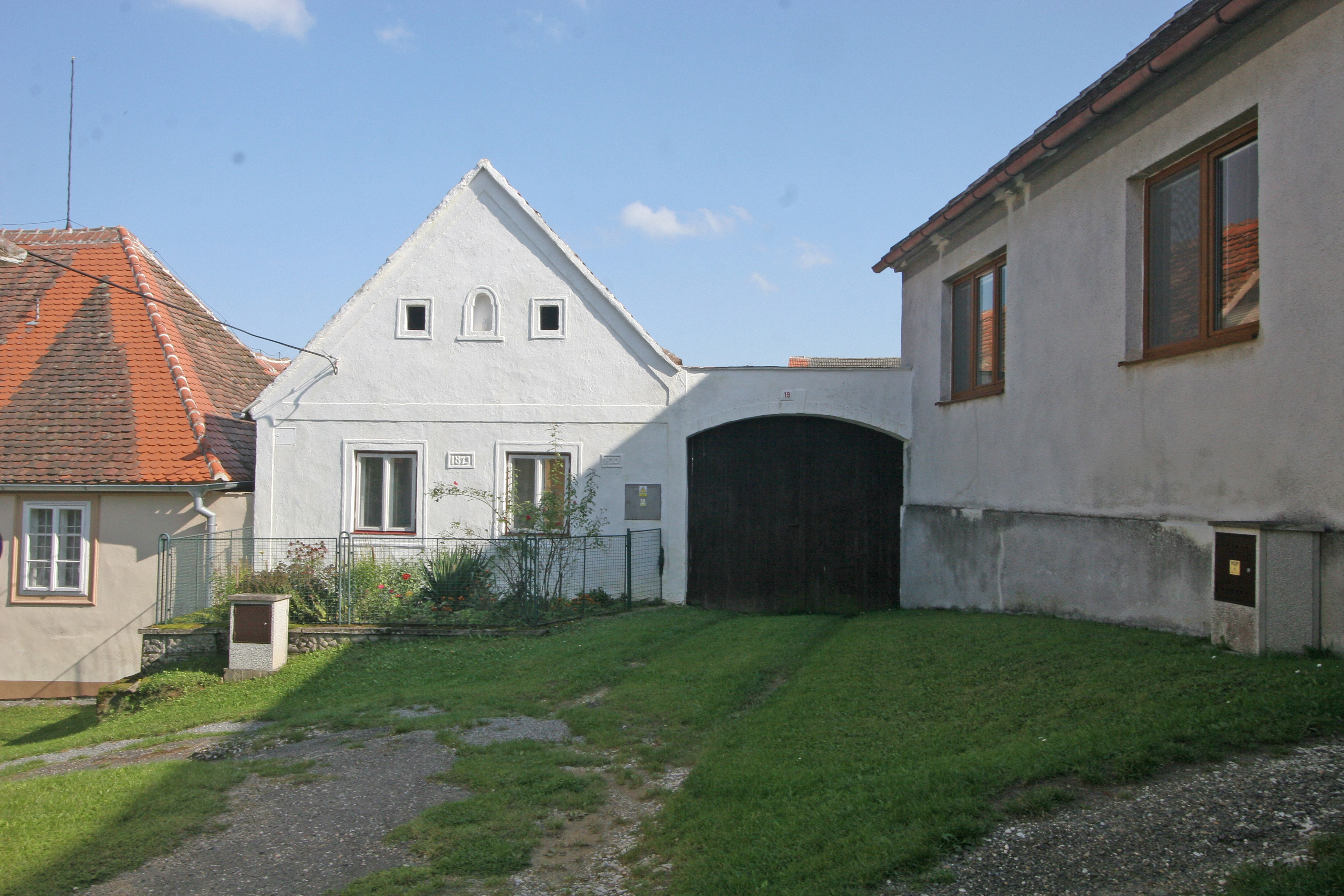
Dům č. p. 19